# 第二次里昂大公會議
第二次里昂大公會議是天主教会于1272年3月31日召集，1274年在阿尔勒王国里昂举行的第14次大公會議，教宗额我略十世主持会议。此前，拜占庭帝国皇帝米海尔八世做出保证将使东正教会与罗马重新统一。米海尔八世希望通过承认教宗至高无上的地位获得其经济上的支持，以继续拜占庭的战争。会上，米海尔八世签署了两个教会的合并。但是米海尔八世做出的妥协在拜占庭遇到了巨大的反对。他不得不将许多反对合并的人关入监狱。最后，东正教会撤销了此前决定，不承认自此会议为大公會議。会议進行期間还就教宗选举頒佈法令，當中規定樞機選舉人應在選舉期間被鎖在一個用鑰匙上鎖的房間裡。如果他們未能選出一名新的羅馬教宗，他們都不可以離開該房間。